# Avelino de Freitas de Meneses

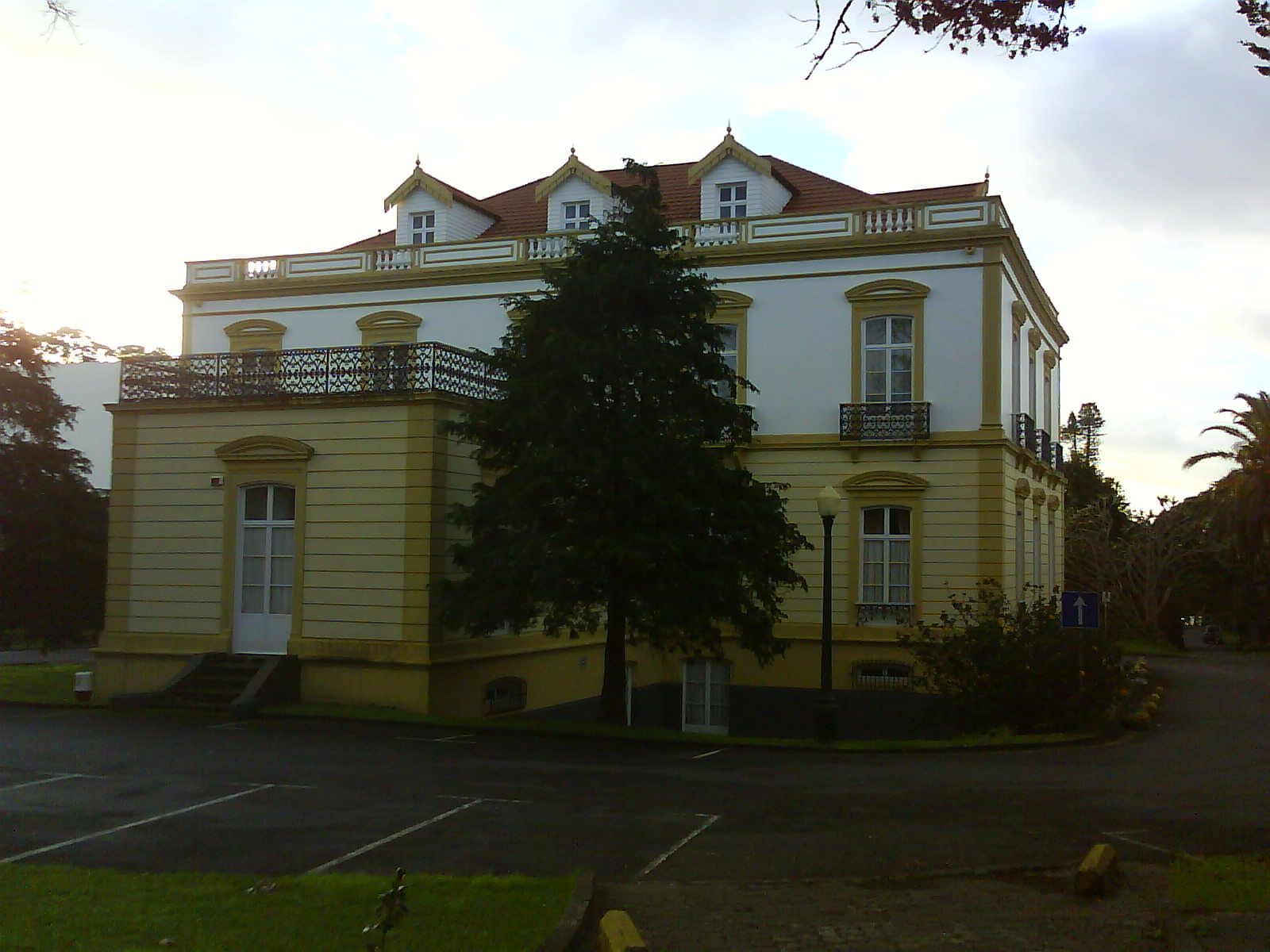
Rektorat UAC w Ponta Delgada

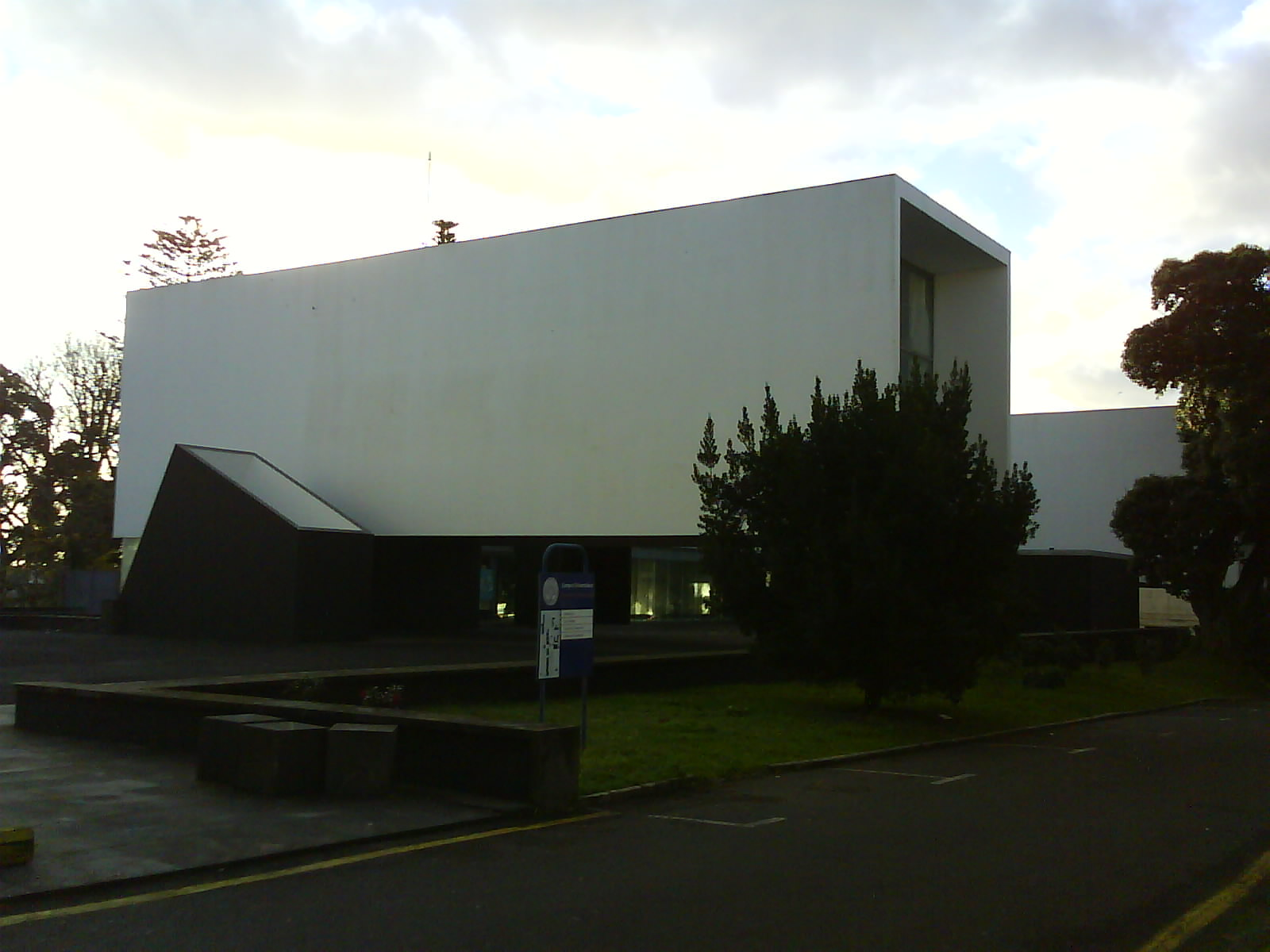
Aula UAC w Ponta Delgada

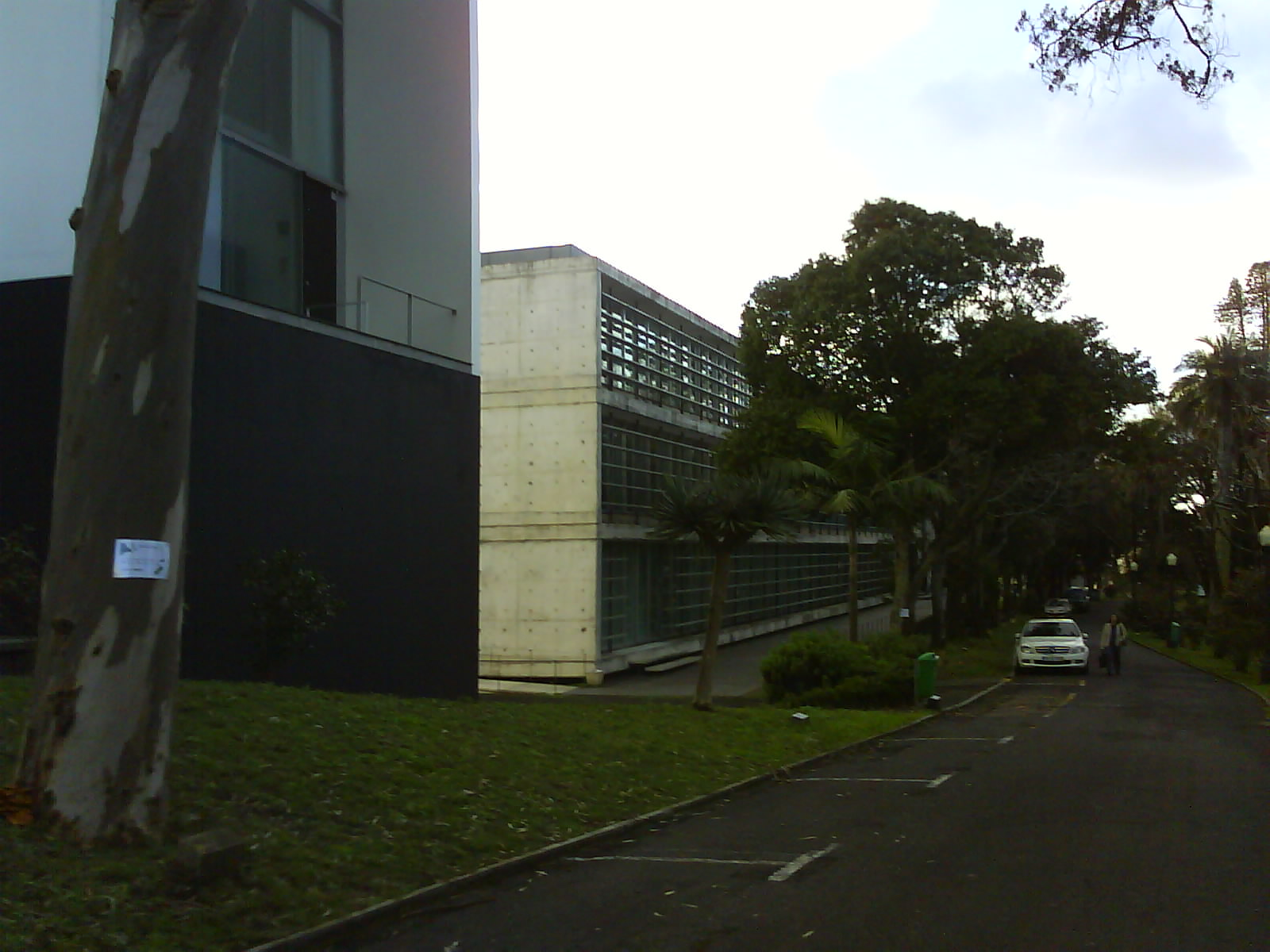
Kompleks jednostek naukowych UAC w Ponta Delgada

Avelino de Freitas de Meneses (ur. 10 listopada 1958 w Lajes) – portugalski historyk, profesor Uniwersytetu Azorów (port. Universidade dos Açores, UAC) i rektor tej uczelni (2003–2011).

## Życiorys
Urodził się na wyspie Terceira w miejscowości Lajes (Praia da Vitória, Terceira, Azory), znanej jako miejsce lokalizacji bazy Portugalskich Sił Powietrznych (port. Força Aérea Portuguesa, FAP; Air Base #4 Lajes Field). Studiował historię na Uniwersytecie Azorów, gdzie uzyskał licencjat w roku 1981. W następnych latach studiował pedagogikę na Uniwersytecie w Coimbrze (Provas de Aptidão Pedagógica e Capacidade Científica); studia ukończył w roku 1985. Po uzyskaniu w 1988 r. stopnia naukowego doktora w dziedzinie historii nowożytnej i współczesnej został profesorem uczelnianym UAC. W latach 1992–1995 i 2000–2001 pełnił funkcję kierownika Zakładu Historii, Filozofii i Nauk Społecznych. Od roku 2002 był dyrektorem Centro de Estudos Gaspar Frutuoso (CEGF), a od 2003 do 2011 r. – rektorem UAC (dwie kadencje).
Prowadzi kursy historii na różnych poziomach studiów, m.in. był w latach 1996–2003 koordynatorem kształcenia magisterskiego w uczelnianym Centrum Historii Wysp Atlantyckich (XV–XIX w.).
Uczestniczy w pracach portugalskich instytucji i stowarzyszeń historycznych, m.in. jako członek Komitetu Naukowego Instytutu Camõesa lub Komitetu Monitorującego Centro de História da Sociedade e da Cultura (CHSC) Uniwersytetu w Coimbrze.

## Publikacje (wybór)
Jest autorem, współautorem lub redaktorem 12 książek, w tym np:
- As Lajes da Ilha Terceira – Aspectos de Sua História, wyd. BLU Edições (2001), ISBN 972-95135-8-9,
- Das Autonomias à Autonomia e à Independência, wyd. Letras Lavadas Edições,
- O Reino, As Ilhas E O Mar Oceano, wyd. Centro De História De Além-Mar,
- Das Autonomias à Autonomia e à Independência, wyd. Letras Lavadas Edições,
- Antigamente, era assim!, wyd. Publiçor.

i ponad 80 artykułów, w tym m.in.:
- 2009 – Os Açores e os impérios : séculos XV a XX,
- 1997 – Os Açores na História do Atlântico : sustentáculo da aproximação dos mundos e acervo de património cultural submarino,
- 29-Abr-2005 – A administração municipal de Ponta Delgada nos primórdios da autonomia (1896–1910)	Meneses, Avelino de Freitas de; Cordeiro, Carlos Alberto da Costa; Machado, José Joaquim Ferreira (współautorzy:. Cordeiro, Carlos Alberto da Costa; Machado, José Joaquim Ferreira)
- 2005 – Agualva e Vila Nova : uma raiz comum,
- 1995 – Contestação popular e impiedade régia : o motim de Angra em 1757,
- 2001 – As histórias nacional, regional e local nos programas e manuais escolares dos ensinos básico e secundário,
- 2001 – As ilhas, os arquivos e a história : o caso dos Açores,
- 1999 – Os ilhéus na colonização do Brasil : o caso das gentes do Pico na década de 1720,
- 2000 – Madalena (Pico), 8 de Março de 1723 : as condições da criação de um município,
- 2002 – Uma memória de Portugal,
- 2007 – Portugal é o mar,
- 2006 – Prefácio do Catálogo das Publicações do Departamento de Biologia 1976–2006,
- 2005 – O Significado de uma Expedição,
- 2003 – Sobre história da solidariedade,
- 2010 – O vinho na História dos Açores: a introdução, a cultura e a exportação.

Informacje o jego publikacjach zamieszcza na swoich stronach m.in. Portal of Memories of Africa and the East, na którym są podejmowane próby upamiętnienia historycznych więzi między Portugalią i państwami portugalskojęzycznymi (luzofonia), w celu budowania zbiorowej tożsamości mieszkańców tych krajów.

## Odznaczenia
W 2011 roku Avelino de Freitas de Meneses został uhonorowany Krzyżem Wielkim Orderu Edukacji Publicznej (port. Ordem da Instrução Pública, Grande-Oficial). Odznaczenie jest od 1929 r. nadawane przez prezydenta Portugalii osobom, instytucjom oraz miejscowościom „za znaczące zasługi w dziedzinie wychowania i nauczania”.